# 克里昆卡
48°17′27″N 31°15′22″E / 48.29083°N 31.25611°E
克里昆卡（烏克蘭語：Крикунка），是烏克蘭中部的村莊，隸屬基洛夫格勒州的新烏克蘭卡區。該村始建於1893年，面積0.48平方公里，海拔高度168米，2001年人口38，人口密度每平方公里78.5人。